# Kadenang Ginto
Kadenang Ginto (littéralement Chaîne en or) est une telenovela philippine en 348 épisodes d'environ 33 minutes diffusée du 8 octobre 2018 au 7 février 2020 sur ABS-CBN.

## Distribution

### Acteurs principaux
- Andrea Brillantes (en) : Margaret « Marga » M. Bartolome
- Francine Diaz : Cassandra « Cassie » A. Mondragon
- Beauty Gonzalez (en) : Romina Andrada-Mondragon
- Albert Martinez (en) : Roberto « Robert » Mondragon
- Dimples Romana (en) : Daniela Mondragon-Bartolome
- Adrian Alandy (en) : Carlos Bartolome

### Acteurs secondaires
- Susan Africa (en) : Esther Magtira
- Ronnie Lazaro (en) : Nicolas « Kulas » Bartolome
- Eric Fructuoso (en) : Alvin Mangubat
- Joko Diaz (en) : Hector Mangubat
- Aleck Bovick (en) : Myrna Bartolome
- Kyle Echarri (en) : Kristoff « Tope » Tejada
- Kim Molina (en) : Savannah Rosales
- Arnold Reyes : Bernard Tejada
- Luke Conde : Jude Bartolome
- Nikko Natividad (en) : Gino Bartolome
- Kat Galang : Bonita Marilet
- Adrian Lindayag : Neil Andrada
- Josh Ivan Morales : Jepoy Marilet
- Criza Taa : Roxanne « Roxy » Mangubat
- Seth Fedelin (en) : Mikoy
- Bea Basa : Fatima Paterno
- Danica Ontengco : Nadya Ricaforte
- Christine Joy de Guzman : Nica de Guzman
- Bea Borres : Maureen Gatchalian
- Julie Esguerra : Leslie Joy « LJ » Catacutan
- Sheree Bautista (en) : Jessa Trinidad
- Martin Prats : professeur à l'école internationale Maxwell
- Thea Domingo : professeur à l'école internationale Maxwell
- Aircel Saludo Garcia : professeur à l'école internationale Maxwell
- Cecille Jamora Santos : principal à l'école internationale Maxwell

### Invités
- Angelika Rama : Marga (jeune)
- Kate Ramos : Cassie (jeune)
- Eula Valdez : Rosanna Andrada
- Mickey Ferriols : Camilla Mondragon
- Eva Darren : Cely Mangubat
- Valerie Concepcion : Cindy
- Mel Martinez : Joaquin « Wacky » Dumagat
- Angelina Kanapi : Juanita Galvez
- Junry Miole

## Diffusion
- ABS-CBN (2018-2020)
- TFC (2018-2020)